# Isabelle Huppert
Isabelle Anne Madeleine Huppert (París, 16 de marzo de 1953) es una actriz y productora de cine francesa, ampliamente considerada una de las intérpretes más finas y prolíficas del cine europeo. Ha aparecido en más de 100 películas y producciones televisivas desde su debut en 1971. También es una de las actrices más prolíficas de Francia (dos o tres películas por año en promedio) y una de las pocas artistas francesas cuya filmografía es verdaderamente internacional: su carrera exigente y reconocida la ha llevado a gira en los Estados Unidos, Italia, Europa Central, Rusia e incluso en Asia.
Es reconocida como la actriz con más películas seleccionadas para la sección competitiva del Festival de Cine de Cannes, y dos veces reconocida como mejor intérprete por: Violette Nozière, de Claude Chabrol, en 1978, y La pianista, de Michael Haneke, en el 2001. Es la actriz con más nominaciones al Premio César, con 17 menciones en total, la primera como actriz de reparto en la cinta Aloïse, de 1976, y la última, en 2017, por su participación en Elle.
Fue condecorada con la Orden Nacional del Mérito en el grado de «Caballero» en 1994, y fue elevada al grado de «Oficial» en 2005, y con la Legión de Honor como «Caballero», en 1999, y ascendida a «Oficial» en el 2009.
De igual manera, ha sido homenajeada en dos ocasiones en el marco de Festival de Cine de Venecia por su destacada participación en las cintas: Asunto de mujeres de 1988 y La ceremonia de 1995. Su rol protagónico en Madame Bovary, de 1991, le dio un galardón en el Festival Internacional de Cine de Moscú. Algunas de sus principales cintas de origen francés son: Loulou, de 1980; La separación, de 1994; 8 mujeres, del 2002; Gabrielle, del 2005, Amor, del 2012 y Luces de París, del 2014. Algunos de sus principales filmes fuera de Francia son: La puerta del cielo, de 1980; Extrañas coincidencias, de 2004; La desaparición de Eleanor Rigby, de 2013, La viuda, de 2019 o EO y Mrs. Harris Goes to Paris, ambas de 2022.
En el 2016, Huppert ganó nuevamente el aplauso de la crítica especializada por las películas Elle y El porvenir, y el reconocimiento de la Sociedad Nacional de Críticos Cinematográficos, del Círculo de Críticos de Nueva York y de la Asociación de Críticos de Cine de Los Ángeles. Por su elogiada interpretación en Elle, recibió el Globo de Oro y su primera nominación al Óscar.[cita requerida]
Posee una amplia trayectoria teatral. Hizo su debut  en Londres en el papel principal de la obra Mary Stuart en 1996, y su debut teatral en Nueva York en una producción de 2005, "4.48 Psychosis". Regresó a los escenarios de Nueva York en 2009 para actuar en el "Quartett" de Heiner Müller y en 2014 para protagonizar una producción de "The Maids" de la Sydney Theatre Company. En 2019, Huppert protagonizó "The Mother" de Florian Zeller en la Atlantic Theatre Company de Nueva York.
Según The New York Times, el 25 de noviembre de 2020, Huppert fue calificada como la segunda mejor de varios actores del siglo XXI (el primer lugar fue para Denzel Washington). En la página web de Fotogramas, fue calificada como una de las mejores actrices de la actualidad después de repasar sus momentos estelares.

## Biografía

### Familia
Isabelle Huppert nació en el distrito de París en una familia numerosa. Huppert es la hija de Raymond Huppert, judío, gerente industrial de una empresa productora de cajas fuertes, y de Annick Beau, profesora de inglés. Pasó su infancia en Ville-d'Avray, donde recibió una sólida educación en las artes y la cultura. Allí comenzó una gran formación artística.
Isabelle tiene tres hermanas y un hermano, también orientados en la cultura: Elizabeth, tecnócrata, autora, pintora y actriz; Caroline, también directora, y Rémi, escritor. Jacqueline, por su parte, es socióloga y profesora de economía, especializada en recursos humanos y centrada en la equidad de género en las empresas.

### Familia matrimonial
Huppert está casada desde 1982 con Ronald Chammah, productor de cine de origen italo-libanés, con quien tiene tres hijos: Lolita Chammah, con quien actuó en el 2010 en Copacabana, Lorenzo y Angelo. Los tres siguen de un modo u otro los pasos de sus padres, la mayor en la interpretación, el mediano en la producción y el pequeño se encuentra en Nueva York realizando estudios de cine. Por lo demás, una vida privada discreta y alejada de los focos que en esta familia solo parecen encenderse cuando se trata de trabajo.

### Formación
Después de los estudios secundarios en la escuela secundaria en St. Cloud, Isabelle Huppert pasó en primer lugar por el Conservatorio de Versalles Grand Parc, mientras que también dedicó la mayor parte del tiempo en el estudio de las lenguas eslavas y
orientales a la facultad de Clichy, donde se graduó en Rusia. También sigue el curso de la INALCO, pero no se graduó finalmente en este curso. Al mismo tiempo, tomó cursos de teatro de la Escuela de la calle Blanche y los del 
Conservatorio Nacional de Arte Dramático, junto a los profesores Jean-Laurent Cochet y Antoine Vitez. Su conocimiento de lenguas extranjeras son de inglés y ruso.[cita requerida]

## Trayectoria

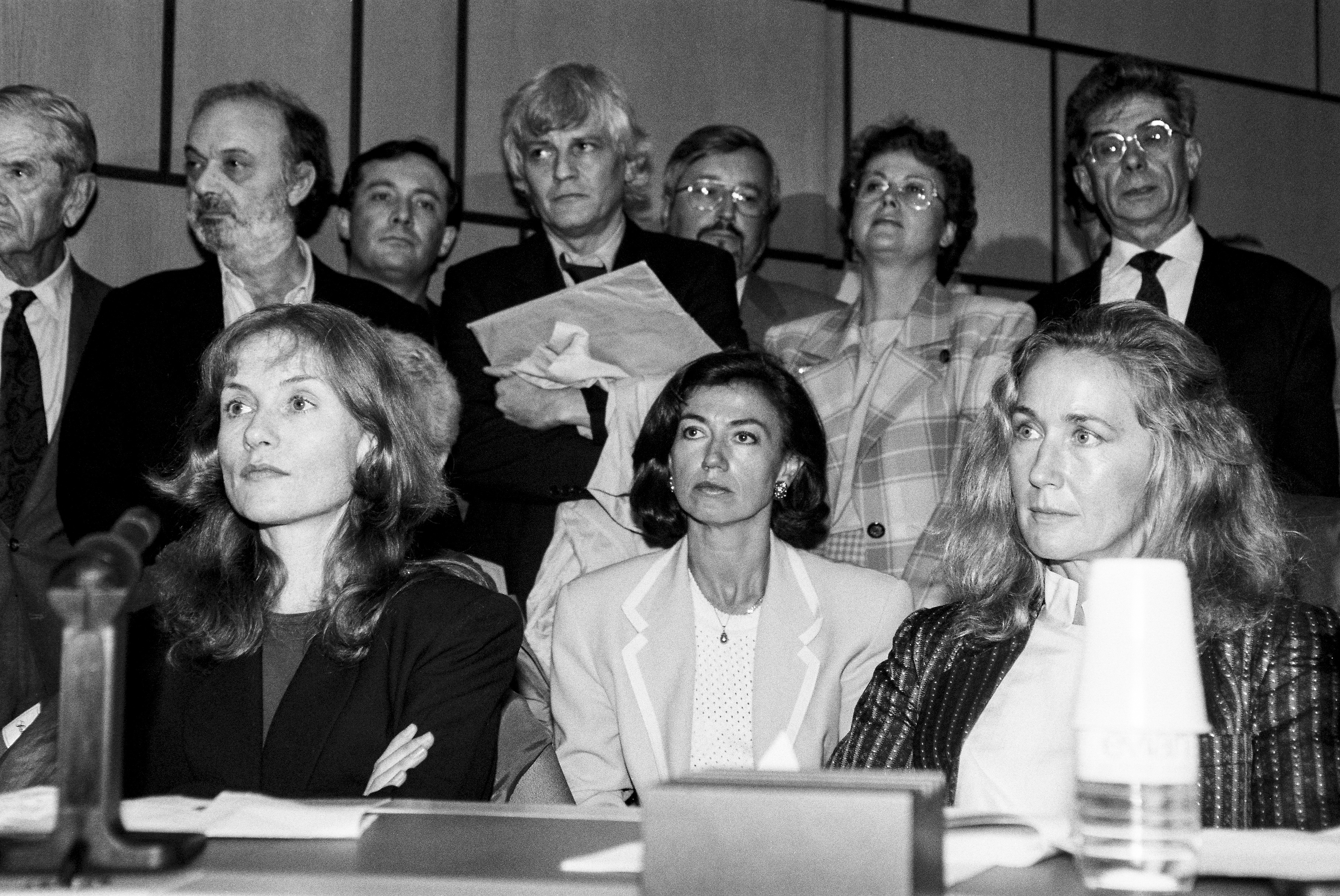
Actores, productores y eurodiputados participan en un encuentro sobre el cine en la UE en Estrasburgo en 1993. Entre ellos se encuentran; Huppert, Claude Berri, Jacques Perrin y Brigitte Fossey.

Huppert nunca se planteó seriamente la posibilidad de labrarse una carrera en el mundo de la interpretación. Fue la insistencia de su madre la que la convenció de inscribirse en el prestigioso Conservatorio de Versalles para estudiar arte dramático. Allí, encontró su vocación y fue en el Conservatorio de Arte Dramático donde completó sus estudios y comenzó a despuntar como excelente actriz teatral. En las tablas de los mejores escenarios parisinos se dio a conocer antes de dar el salto a la gran pantalla. Después de licenciarse en filosofía y letras en la Universidad de la Sorbona, a finales de la década de los sesenta debutó como actriz de teatro, y a principios de los setenta comenzó a hacer pequeños papeles en el cine, como Ella, yo y el otro, Los rompepelotas o El juez y el asesino. Se convierte en una estrella de cine al protagonizar La encajera, Violette Nozière, de Claude Chabrol, y Las hermanas Brontë, de André Téchiné. El fracaso de la superproducción norteamericana La puerta del cielo, de Michael Cimino, hundió su carrera en Hollywood, y volvió a Europa. Durante los años ochenta y noventa siguió trabajando con un ritmo frenético, y fue dirigida, entre otros, por Jean-Luc Godard, Marco Ferreri, Michael Haneke, Claude Chabrol y Andrzej Wajda.
Se convirtió en la actriz fetiche de Claude Chabrol, con quien trabajó en Un asunto de mujeres, La ceremonia, No va más o Gracias por el chocolate. En el 2001, protagonizó La pianiste, cruda historia sobre una maestra de piano dominada por su madre y con tendencias sadomasoquistas. Cambió de registro en el 2002 al participar, junto con otras siete grandes actrices francesas, en el musical 8 mujeres, dirigido por François Ozon. En el 2004, realizó Extrañas coincidencias junto a Dustin Hoffman y Jude Law. En el 2005, recibió el Oso de Oro en el Festival de Berlín, por su papel en Gabrielle.[cita requerida]

### Desarrollo en la industria del cine

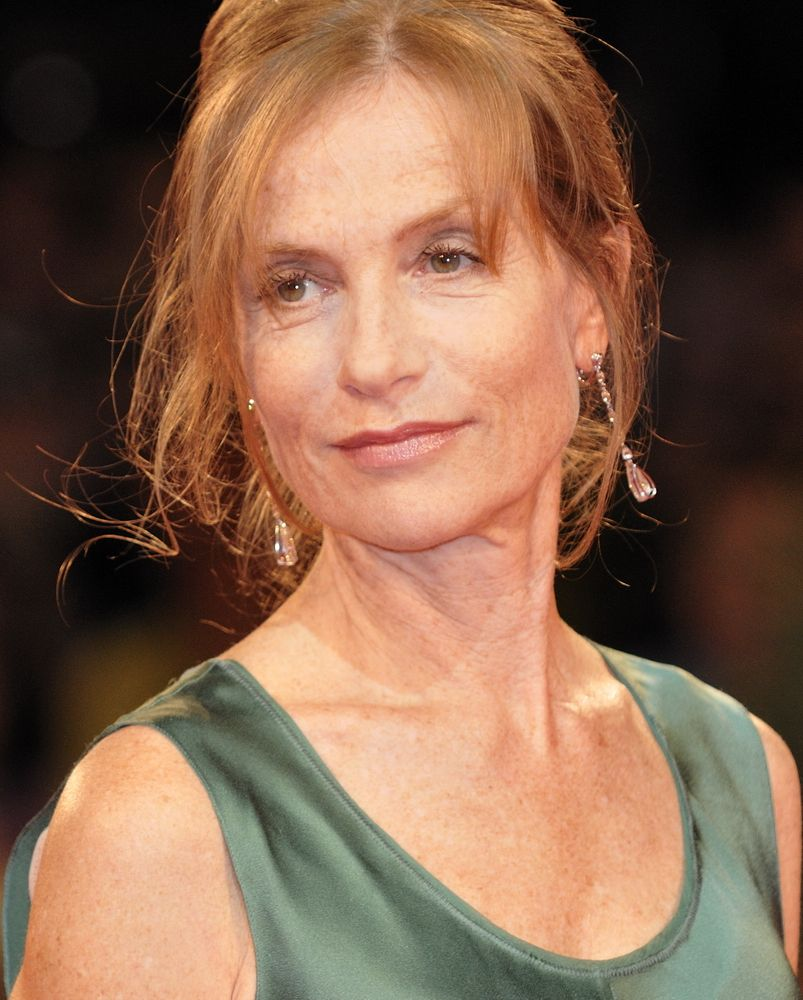
Isabelle Huppert, en el Festival de Cine de Venecia del 2009.

#### Inicios, años 1970
Huppert hizo sus primeras apariciones en el cine en 1971 en Le prussien, dirigida por Jean L'Hôte, con un papel no destacado, ya que se trataba de una película de televisión que se había estrenado solo en pocos cines franceses. Su primer destacamento como debut en el cine fue en César et Rosalie, de Claude Sautet, al lado de Romy Schneider y Yves Montand. En 1975, interpretó al personaje de la joven Aloïse en Aloïse, lo que la llevó a su primera nominación en la primera entrega de los Premios César de 1976. Tuvo una partición singular que la distinguió de otras estrellas emergentes de la época, Miou-Miou y Isabelle Adjani.[cita requerida]
Su carrera despegó con la adaptación de la novela de Pascal Lainé La Dentellière, dirigida por el suizo Claude Goretta, éxito de público que le valió varios premios internacionales (BAFTA y Premios David de Donatello equivalente a los Premios César). Desempeñó el papel de una joven estilista introvertida, y sufrió una angustia de su existencia. Esta imagen de la víctima y la fragilidad enfermiza continuó en varias de las películas de su debut, lo que la puso en riesgo de volverse repetitiva (como en películas de
Patricia Moraz, Jean-François Adam, Mauro Bolognini y Benoît Jacquot). Al mismo tiempo, entró en contradicción con este esquema, dando vida, ante la cámara de Claude Chabrol, al personaje principal en Violette Nozière, ambientada en los años treinta. Este es su primer "papel limitado", y le hizo ganar el premio a la mejor actriz en el Festival de Cannes en 1978.

#### Años 1980
A inicio de los años ochenta, una serie de grandes cineastas trabajaron con ella: Maurice Pialat, por Loulou (1980); Jean-Luc Godard, por Pasión (1982); Michael Cimino, por La puerta del cielo (1980) (fracaso en la taquilla, pero no afectó su carrera). Luego surgió una tendencia que sería suya: un verdadero rigor en la elección de sus películas, a veces no consensuadas, con cineastas exigentes, a menudo relacionados con el cine de autor, y un deseo de trabajar con directores franceses y extranjeros, así como con mujeres (Patricia Moraz, Liliane de Kermadec, Márta Mészáros, Diane Kurys, 
Christine Pascal, Josiane Balasko).[cita requerida]
En 1981, Bertrand Tavernier le ofreció, con Coup de torchon, un papel en desacuerdo con lo que solía trabajar: Isabelle Huppert mostró un estilo más extrovertido, dinámico y cómico, que mantendría para varias películas de los años siguientes.[cita requerida]
El período 1988-1989 fue un periodo importante de su carrera, primero porque trabajó nuevamente con Claude Chabrol, en Une affaire de femmes, diez años después de Violette Nozière. Por su interpretación, fue nominada en los Premios César y homenajeada en el Festival de Cine de Venecia. La película resultó un éxito y abrió una era de rica colaboración entre Huppert y Chabrol, que luego se reunirían cada dos o tres años para una película. Su dúo se convirtió en una especie de marca registrada y exploró una amplia gama de géneros cinematográficos de los que existe una evidente admiración mutua: la comedia, el drama social e histórico, el cine negro o la adaptación literaria.[cita requerida]

#### Años 2000

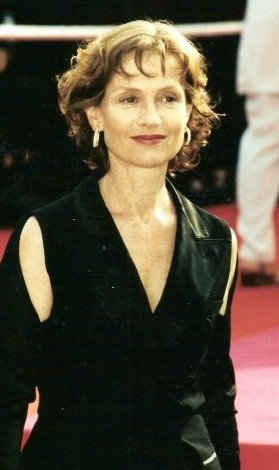
Huppert en el Festival de Cannes de 2000 cuando se presentó el filme La Pianiste.

En 2001 encontró uno de sus mejores papeles en el cine con La pianiste (La pianista o La profesora de piano), adaptada de la novela homónima de Elfriede Jelinek, que abrió el comienzo de su fructífera colaboración con Michael Haneke. Para esta película en la que interpreta a una maestra de música frustrada, encerrada en una relación casi incestuosa con su madre y atrapada en la expectativa de una relación sadomasoquista, gana por segunda vez en su carrera el premio de interpretación femenina en el Festival de Cine de Cannes donde Liv Ullmann fue presidenta del jurado en el 2001. No fue nombrada a pesar de la excelente recepción de la crítica de la película del otro lado del Atlántico, debido a que el distribuidor estadounidense olvidó llenar el documento necesario para su elegibilidad.[cita requerida]
Huppert formó parte del prestigioso elenco de 8 mujeres, de François Ozon. Este regreso a la comedia demostró que no solo filmó las llamadas películas "dramáticas" sino también ocasionalmente comedias, como Copacabana, de 
Marc Fitoussi, y Tip Top, de Serge Bozon. En sus incursiones cómicas, se complace en interpretar a mujeres antipáticas, frustradas y amargadas, con el riesgo de identificarse de igual manera con los demás.[cita requerida]
En Home (2008), interpretó a Martha, una mujer que ve cómo su tranquila vida familiar en un ambiente rural se convierte en un caos de ruido al abrirse a la circulación una autopista cercana. Este papel le valió un reconocimiento como Mejor Actriz en el Festival Internacional de Cine de Mar del Plata. En Villa Amalia (2009), interpretó a una concertista italiana que dejaba a su marido tras su infidelidad y se trasladaba a una isla italiana.[cita requerida]

#### Años 2010

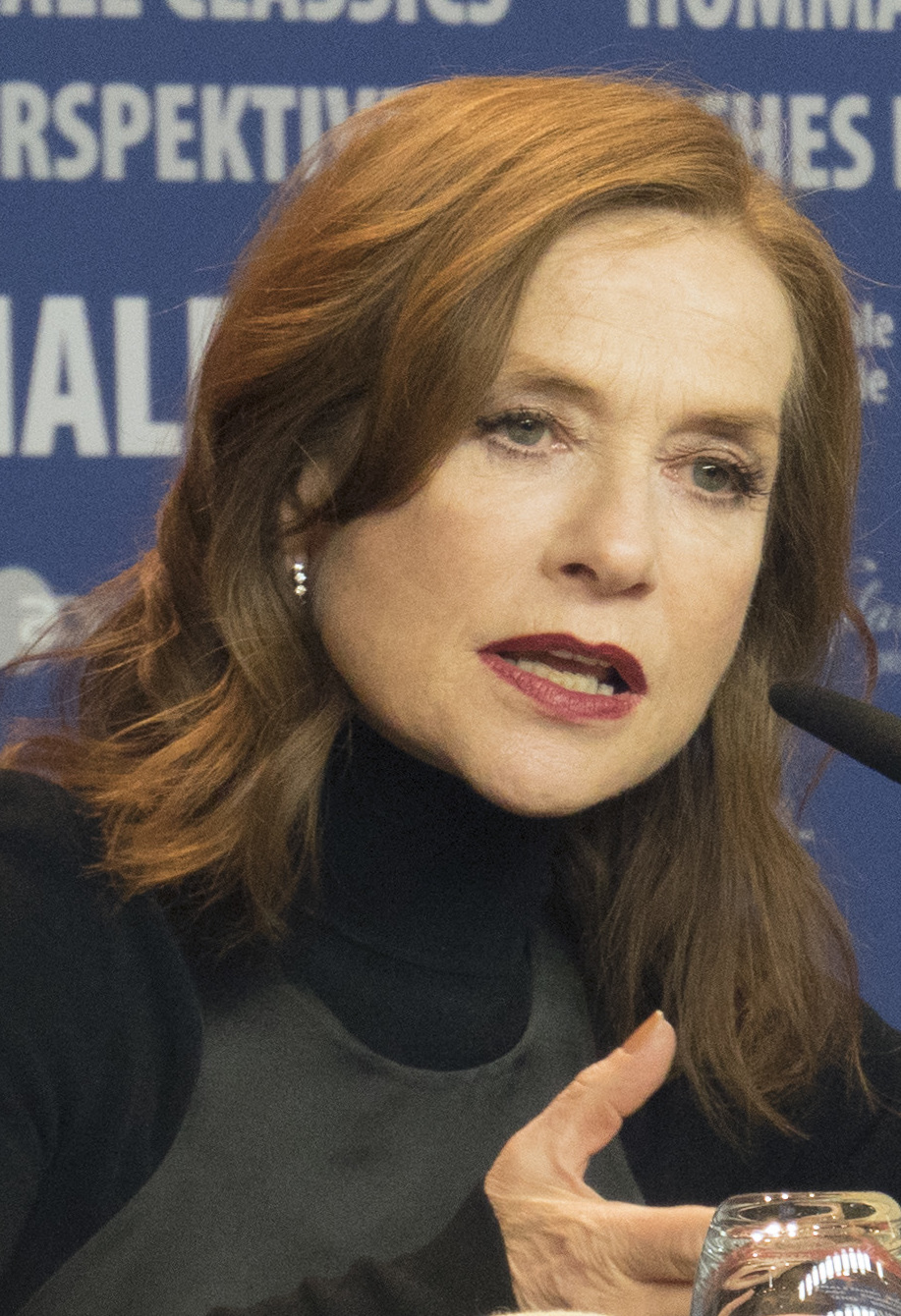
Huppert en una conferencia de prensa en el Festival de Cine de Berlín (2018).

Más tarde, Isabelle participó como granjera casada que descubre en París un nuevo amor en Luces de París (2014) y en La religiosa (2013), adaptación de la novela homónima de Denis Diderot, interpretó a una actriz en la película coral La comunidad de los corazones rotos (2015), y formó parte del reparto del drama familiar El amor es más fuerte que las bombas (2015).
En El porvenir (2016) encarnó a una profesora de instituto en crisis personal. El mismo año fue dirigida por Paul Verhoeven en Elle (2016), película en la que interpreta a una empresaria que es violada, pero se niega a ser víctima. Por este último filme, la actriz francesa recibió un Premio Globo de Oro, Premios Gotham y una nominación en los Premios Oscar a la Mejor Actriz.
En el año 2017 estrenó La Cámara De Claire (2017), película dirigida por el coreano Hong Sang-soo; Happy End (2017), otra colaboración con Haneke; y Madame Hyde (2017), película en la que era una tímida profesora de instituto cuyo carácter se modifica al ser atravesada por un rayo.
En 2018 compartió protagonismo con Chloë Grace Moretz en el thriller psicológico La viuda de Neil Jordan, una nueva producción en su carrera en los Estados Unidos.

#### Años 2020
El 15 de febrero de 2022, Huppert recibió un premio honorífico en el Festival de cine de Berlín, la cual no pudo asistir a la ceremonia debido a que ha sido pronosticada con Covid.
Lo que sí se mantuvo fue la gala prevista en el Berlinale Palast, incluido el estreno de À propos de Joan de Laurent Larivière. Al actor alemán Lars Eidinger, coprotagonista del filme junto a Huppert, se le asignó el discurso en honor a la actriz. La homenajeada asistió de forma virtual, desde París, a la ceremonia.
De acuerdo a lo habitual en la Berlinale, además de la gala se había incluido un ciclo con los papeles más destacados de la actriz, desde La ceremonia (1995), con protagonismo compartido con Sandrine Bonnaire y a las órdenes de Claude Chabrol, hasta El porvenir (2016), de Mia Hansen-Løve.

### La "rivalidad" Huppert-Adjani
Con Marie-France Pisier e Isabelle Adjani, Huppert trabajó en la película Las hermanas Brontë de André Téchiné en 1979. Los críticos describieron la rivalidad de ambas actrices a partir de los setenta, y cómo esta había hecho que el rodaje de la película no resultara nada cómodo.
Según el libro de Erwan Chuberre (La leyenda Adjani), una rivalidad de amor entre Adjani y Huppert, se produjo en el conjunto de Las hermanas Brontë, es la causa de su enemistad. Adjani explica, a su vez, se resentía de ser dejada de lado por algunos proyectos en la década de los ochenta debido a que el productor Daniel Toscan du Plantier, director de Gaumont Film Company, estuvo impulsando a Isabelle Huppert, su novia de aquel entonces, como la nueva estrella del cine francés. La prensa ha comentado a menudo su rivalidad. André Téchiné reconoció que la relación tensa entre las dos actrices había complicado su trabajo en el conjunto de Las hermanas Brontë.

### Junto a grandes celebridades
En 2005 , una exposición, La mujer con retratos, que se presentó por primera vez en Nueva York, luego en París (ampliada hasta febrero de 2006 en el Convento de los Cordeliers ) y en Europa, reveló su pasión por la fotografía que ha estado presionando durante treinta años, para solicitar retratos de los mejores fotógrafos (desde Boubat y Henri Cartier-Bresson hasta Hiroshi Sugimoto y Ange Leccia a través de Jacques Henri Lartigue, Richard Avedon, Robert Doisneau, Helmut Newton o Nan Goldin.
En 2009, fue promovida al rango de Oficial de la Legión de Honor y el Festival de Cine de Cannes anunció que sucedió a Sean Penn como presidente del jurado. Después de haber sido miembro del jurado en 1984 bajo la dirección de Dirk Bogarde y maestra de ceremonia en 1998, es presidente del jurado de la 62.ª edición, que tuvo lugar del 12 al 24 de mayo de 2009. Estuvo rodeada por personalidades del cine y el arte: Asia Argento, Nuri Bilge Ceylan, Robin Wright, Hanif Kureishi, Shu Qi, Lee Chang-dong, James Gray y Sharmila Tagore. Su jurado otorgó la Palma de Oro a La cinta blanca, de Michael Haneke, uno de sus directores favoritos. En el Festival de Cine de Cannes, Isabelle Huppert presentó 20 películas en la selección oficial (récord absoluto).[cita requerida]
En el 2014, tuvo éxito junto al director estadounidense Martin Scorsese en la presidencia del jurado de largometrajes en el 14.º Festival Internacional de Cine de Marrakech, que tuvo lugar del 5 al 13 de diciembre de 2014.[cita requerida]
Su pareja, el director Ronald Chammah, fundó Les Films du Camélia. Esta empresa le ha permitido financiar algunas películas en las que posee la facturación superior.[cita requerida]

### La fama en Hollywood
Huppert protagonizó la película Elle en el pasado Festival Internacional de Cine de Cannes. Tanto la cinta como la actriz defienden su candidatura a los Globos de Oro. Ella, como mejor actriz, la única interpretación que no es en inglés dentro de la categoría de mejor interpretación dramática. El filme, como mejor película en lengua no inglesa. Inspirada en la novela Oh, de Philippe Djian, Huppert encarna el personaje de Michele, la gerente de una exitosa empresa de videojuegos, una mujer fuerte, casi despótica, tanto en su vida profesional como en la personal. Su vida cambia radicalmente cuando un extraño entra a su casa y la viola. Su gato es el único testigo. Michele decide no ser una víctima y en una especie de juego de gato y ratón consigue vengarse. Una historia que dirige Paul Verhoeven, realizador famoso por escoger temas poco convencionales.
El papel de Michele fue rechazado por numerosas actrices estadounidenses, pero Huppert explicó a la Hollywood Foreign Press Association por qué no se considera valiente por haberlo aceptado.

«Yo lo único que hago es meterme en la mente del personaje que estoy interpretando. Eso es todo. No es algo que me asuste, quizá porque cuando trabajo me sumerjo totalmente en mi personaje y no pienso, solo soy. No tengo problemas con la amoralidad de la historia. Casi todas las buenas películas, como los buenos libros, tienen una cierta dosis de amoralidad. Te hacen sentir incómodo lo que es excitante. Lo mismo pasó cuando hice La pianiste. No lo pensé dos veces, porque mi meta no era que el público amara a la protagonista, sino que que la comprendiera. En la actualidad hay muy pocos buenos papeles para mujeres. Por eso cuando los descubro sé que debo de hacerlos. Después de leer los guiones de Elle y de Cosas por venir supe inmediatamente que aceptaría. En Elle además me alegró trabajar con Paul Verhoeven, cuyas películas admiro desde que estaba en el colegio y vi Delicias turcas. Si entonces me hubieran dicho que un día trabajaría con él, ni yo misma lo habría creído.»

## Vida privada
Huppert vivió durante varios años con el productor Daniel Toscan du Plantier.  Ha estado en una relación con el escritor, productor y director Ronald Chammah desde aproximadamente 1982. Tienen tres hijos, incluida la actriz Lolita Chammah, con quien actuó en cinco películas.
Huppert es propietaria de los cines de repertorio Christine Cinéma Club y Ecoles Cinéma Club de París, que dirige su hijo Lorenzo.

## Reconocimiento internacional

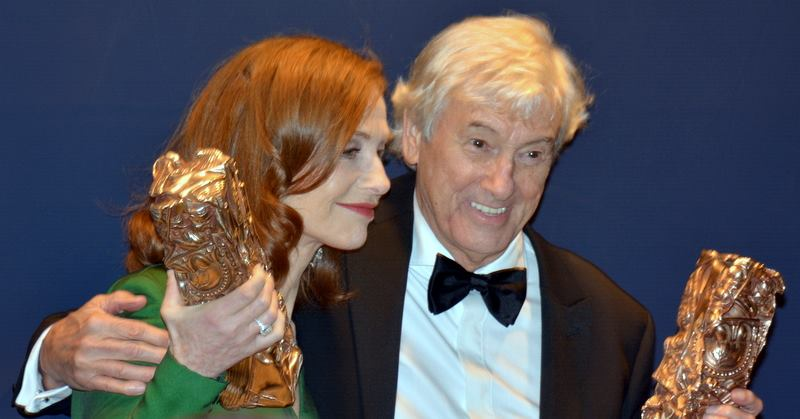
Isabelle Huppert y Paul Verhoeven, ambos ganadores en los Premios César de 2017 en sus respectivas categorías.

La carrera de Isabelle Huppert la lleva a un reconocimiento internacional a partir de la época de 1990. A partir de esto, ella tiene su compromiso de trabajar para los cineastas independientes o autores inusuales para el desarrollo de un lenguaje singular de películas que han contado con Nicole Kidman en 2012, que "le gusta la forma en que constantemente pone en peligro" y que representaba para ella un modelo para futuras decisiones.
Al igual que Kidman, Jessica Chastain dice que ella es, de lejos, su actriz favorita y ella es para ella un "ídolo absoluto».
Por su parte, Julianne Moore habla de ella como una "actriz fabulosa", que "admiraba profundamente".
Sean Penn expresó su admiración en una reunión organizada por la revista Première en 2009.
James Gray dice que está fascinado por las poderosas emociones que desprende su interpretación.
Natalie Portman confiesa, por su parte, se han inspirado en gran medida por su actuación en La pianista.
En Barcelona ha sido nombrada “madrina de honor” de un foro internacional de cine.
La diversidad de los roles que ha interpretado Huppert es solo comparable a los de Meryl Streep. Sin embargo, la oscuridad y riesgo de los papeles que interpreta está fuera de cualquier registro. La perversa directiva de Elle, la profesora masoquista de La pianiste o la esposa abortista en la Francia nazi de Une affaire de femmes se desmarcan de cualquier arquetipo. “La gente puede ser buena y mala, estar feliz y triste. La vida es compleja”, afirmaba Huppert en The Telegraph, que la comparaba con una "femme fatale" digna de las obras de Hitchcock. Su prolífica carrera no se ha visto frenada por la palpable escasez de papeles para las mujeres que entran en la madurez.
Roger Ebert dijo: "Isabelle Huppert hace una buena película tras otra... no tiene miedo. Los directores a menudo dependen de su don para transmitir depresión, compulsión, egoísmo y desesperación. Puede ser divertida y encantadora", pero también muchos actores. Ella domina por completo un rostro que contempla el vacío con inexpresividad". En 2010, ST VanAirsdale la describió como "posiblemente la mejor actriz de cine del mundo".
En la entrega de los Premios César de 2022, Huppert le entregó el premio honorífico a Cate Blanchett, en donde en una entrevista, esta última expresó cuánto la admiraba.

## Taquilla

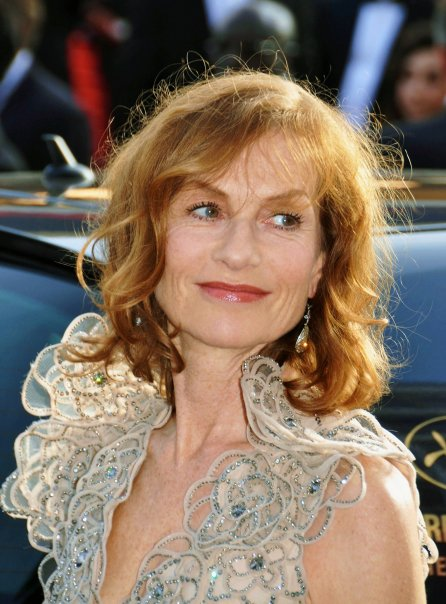
Isabelle Huppert en el Festival de Cine de Cannes de 2009.

Las películas con Isabelle Huppert ha atraído al menos 1 millón de espectadores en Francia y con más de 7 millones en toda Europa.
|    | Película                   | Director               | Año  | Taquilla de Francia |
| 1  | Les Valseuses              | Bertrand Blier         | 1974 | 5 726 031           |
| 2  | Huit Femmes                | François Ozon          | 2002 | 3 711 394           |
| 3  | Docteur Françoise Gailland | Jean-Louis Bertuccelli | 1976 | 2 634 933           |
| 4  | César et Rosalie           | Claude Sautet          | 1972 | 2 577 865           |
| 5  | Coup de torchon            | Bertrand Tavernier     | 1981 | 2 199 309           |
| 6  | Coup de foudre             | Diane Kurys            | 1983 | 1 631 269           |
| 7  | La Femme de mon pote       | Bertrand Blier         | 1983 | 1 485 746           |
| 8  | Dupont Lajoie              | Yves Boisset           | 1975 | 1 454 541           |
| 9  | Les Sœurs fâchées          | Alexandra Leclère      | 2004 | 1 450 584           |
| 10 | Madame Bovary              | Claude Chabrol         | 1991 | 1 292 151           |
| 11 | La Dentellière             | Claude Goretta         | 1977 | 1 125 216           |
| 12 | L'Ivresse du pouvoir       | Claude Chabrol         | 2006 | 1 103 122           |
| 13 | Violette Nozière           | Claude Chabrol         | 1978 | 1 074 507           |
| 14 | La Cérémonie               | Claude Chabrol         | 1995 | 1 000 271           |

## Contribuciones audiovisuales y cinematográficas

### Cine
| Películas |                                            |                                  |                                  | |
| Año       | Título                                     | Director                         | Papel                            | Notas |
| 1972      | Faustine et le bel été                     | Nina Companeez                   | Una estudiante                   | |
| 1972      | César et Rosalie                           | Claude Sautet                    | Marite                           | |
| 1972      | Le bar de la fourche                       | Alain Levent                     | Annie Smith                      | |
| 1974      | Les Valseuses                              | Bertrand Blier                   | Jacqueline                       | |
| 1974      | Glissements progressifs du plaisir         | Alain Robbe-Grillet              | Bit                              | |
| 1974      | L'Ampélopède                               | Rachel Weinberg                  | Narradora                        | |
| 1975      | Operación Rosebud                          | Otto Preminger                   | Helene Nikolaos                  | |
| 1975      | Aloïse                                     | Liliane de Kermadec              | Aloïse joven / Aloïse niña       | Nominada en Premios César a la Mejor Actriz de Reparto |
| 1975      | Sérieux comme le plaisir                   | Robert Benayoun                  | Hija                             | |
| 1975      | Dupont Lajoie                              | Yves Boisset                     | Brigitte Colin                   | |
| 1975      | Le grand délire                            | Dennis Berry                     | Marie                            | |
| 1976      | Le petit Marcel                            | Jacques Fansten                  | Yvette                           | |
| 1976      | Je suis Pierre Rivière                     | Christine Lipinska               | Aimée                            | |
| 1976      | Le juge et l'assassin                      | Bertrand Tavernier               | Rose                             | |
| 1976      | Docteur Françoise Gailland                 | Jean-Luis Bertucelli             | Élisabeth Gailland               | |
| 1977      | Les indiens sont encore loin               | Patricia Moraz                   | Jenny                            | |
| 1977      | Des enfants gâtés                          | Bertrand Tavernier               | Secretaria                       | |
| 1977      | La dentellière                             | Claude Goretta                   | Pomme                            | Ganadora en los Premios BAFTA al artista más prometedor recién llegado Ganadora en Premio David de Donatello a la Mejor Actriz extranjera Nominada en los Premios César a la Mejor Actriz |
| 1978      | Violette Nozière                           | Claude Chabrol                   | Violette Nozière                 | Ganadora en el Festival de Cannes a la Mejor Acriz Nominada en Premios César a la Mejor Actriz |
| 1979      | Las hermanas Brontë                        | André Téchiné                    | Anne Brontë                      | |
| 1979      | Retour à la bien-aimée                     | Jean-François Adam               | Jeanne Kern                      | |
| 1980      | Heaven's Gate                              | Michael Cimino                   | Ella Watson                      | |
| 1980      | Sauve qui peut (la vie)                    | Jean-Luc Godard                  | Isabelle Rivière                 | |
| 1980      | Loulou                                     | Maurice Pialat                   | Nelly                            | Nominada en Premios César a la Mejor Actriz |
| 1980      | Örökség                                    | Márta Mészáros                   | Irène                            | |
| 1981      | Eaux profondes                             | Michel Deville                   | Melanie                          | |
| 1981      | Coup de torchon                            | Bertrand Tavernier               | Rose Mercaillou                  | Nominada en los Premios César a la Mejor Actriz |
| 1981      | Les ailes de la colombe                    | Benoît Jacquot                   | Marie                            | |
| 1981      | La storia vera della signora delle camelie | Mauro Bolognini                  | Alphonsine Plessis               | |
| 1982      | La Truite                                  | Joseph Losey                     | Frédérique                       | |
| 1982      | Passion                                    | Jean-Luc Godard                  | Isabelle                         | |
| 1983      | Coup de foudre                             | Diane Kurys                      | Lena Weber                       | |
| 1983      | Storia di Piera                            | Marco Ferreri                    | Piera                            | |
| 1983      | La femme de mon pote                       | Bertrand Blier                   | Viviane                          | |
| 1984      | La garce                                   | Christine Pascal                 | Aline Kaminker y Édith Weber     | |
| 1985      | Sac de nœuds                               | Josiane Balasko                  | Rose-Marie Martin                | |
| 1985      | Signé Charlotte                            | Caroline Huppert                 | Charlotte                        | |
| 1986      | Cactus                                     | Paul Cox                         | Colo                             | |
| 1987      | The Bedroom Window                         | Curtis Hanson                    | Sylvia Wentworth                 | |
| 1988      | Milan noir                                 | Ronald Chammah                   | Sarah                            | |
| 1988      | Une affaire de femmes                      | Claude Chabrol                   | Marie                            | Ganadora en Festival de cine de Bogotá a la Mejor Actriz Ganadora de la Copa Volpi a la Mejor Actriz Ganadora en Premios Sant Jordi de Cinematografía a la Mejor Actriz extranjera Ganadora en Semana Internacional de Cine de Valladolid a la Mejor Actriz Nominada en los Premios César a la Mejor Actriz Nominada en Premio David de Donatello a la Mejor Actriz extranjera |
| 1988      | Les possédés                               | Andrzej Wajda                    | Maria Sjatov                     | |
| 1989      | Seobe                                      | Aleksandar Petrovic              | Dafina Isakovic                  | |
| 1990      | La vengeance d'une femme                   | Jacques Doillon                  | Cécile                           | |
| 1991      | Madame Bovary                              | Claude Chabrol                   | Emma Bovary                      | Ganadora en Festival Internacional de Cine de Moscú a la Mejor Actriz |
| 1991      | Malina                                     | Werner Schroeter                 | Cécile                           | Nominada en Premios del Cine Alemán a la Mejor Actriz |
| 1992      | Aprés l'amour                              | Diane Kurys                      | Lola                             | |
| 1994      | La séparation                              | Christian Vincent                | Anne                             | Nominada en los Premios César a la Mejor Actriz |
| 1994      | Navodneniye                                | Igor Minaiev                     | Sofia                            | |
| 1994      | Amateur                                    | Hal Hartley                      | Isabelle                         | |
| 1995      | La cérémonie                               | Claude Chabrol                   | Jeanne                           | Ganadora de la Copa Volpi a la Mejor Actriz Ganadora en los Premios César a la Mejor Actriz Ganadora en Premios Lumière a la Mejor Actriz |
| 1996      | Le affinità elettive                       | Paolo Taviani y Vittorio Taviani | Carlotta                         | |
| 1996      | Abfallprodukte der Liebe                   | Werner Schroeter                 | Entrevistadora                   | |
| 1997      | Rien ne va plus                            | Claude Chabrol                   | Elizabeth / Betty                | |
| 1997      | Les palmes de M. Schutz                    | Claude Pinoteau                  | Marie Curie                      | |
| 1998      | L'école de la chair                        | Benoît Jacquot                   | Dominique                        | Nominada en los Premios César a la Mejor Actriz |
| 1999      | Pas de scandale                            | Benoît Jacquot                   | Agnès Jeancourt                  | |
| 2000      | Comédie de l'innocence                     | Raúl Ruiz                        | Ariane                           | |
| 2000      | Merci pour le chocolat                     | Claude Chabrol                   | Marie Claire 'Mika' Muller       | Ganadora en Premios Lumière a la Mejor Actriz Ganadora en Montréal World Film Festival a la Mejor Actriz |
| 2000      | Les destinées sentimentales                | Olivier Assayas                  | Nathalie Barnery                 | |
| 2000      | Saint-Cyr                                  | Patricia Mazuy                   | Madame de Maintenon              | Nominada en los Premios César a la Mejor Actriz |
| 2000      | La fausse suivante                         | Benoît Jacquot                   | La condesa                       | |
| 2000      | La vie moderne                             | Laurence Ferreira Barbosa        | Claire                           | |
| 2001      | La pianista                                | Michael Haneke                   | Profesora Erika Kohut            | Ganadora en Festival de Cannes a la Mejor Actriz Ganadora en Premios Chlotrudis a la Mejor Actriz Ganadora en Premios del Cine Europeo a la Mejor Actriz Ganadora en Russian Guild of Film Critics a la Mejor Actriz extranjera Ganadora en Seattle International Film Festival a la Mejor Actriz Reconocimiento especial en San Diego Film Critics Society Awards Nominada en los Premios César a la Mejor Actriz Nominada en Dallas-Fort Worth Film Critics Association Awards a la Mejor Actriz Nominada en Los Angeles Film Critics Associationa la Mejor Actriz Nominada en National Society of Film Critics a la Mejor Actriz New York Film Critics Circle Award a la Mejor Actriz Nominada en Online Film Critics Society Awards a la Mejor Actriz |
| 2002      | La vida prometida                          | Olivier Dahan                    | Sylvia                           | |
| 2002      | Deux                                       | Werner Schroeter                 | Magdalena / María                | |
| 2002      | 8 femmes                                   | François Ozon                    | Augustine                        | Ganadora en Premios del Cine Europeo a la Mejor Actriz y todo el elenco Ganadora en Premios Chlotrudis a la Mejor Actriz de Reparto Ganadora en Russian Guild of Film Critics a la Mejor Actriz Extranjera Ganadora en Étoiles d'Or a la Mejor Actriz Reconocimiento especial en San Diego Film Critics Society Awards Nominada en los Premios César a la Mejor Actriz |
| 2003      | Le temps du loup                           | Michael Haneke                   | Anne Laurent                     | |
| 2004      | Les soeurs fâchées                         | Alexandra Leclère                | Martine Demouthy                 | |
| 2004      | I Heart Huckabees                          | David O. Russell                 | Caterine Vauban                  | |
| 2004      | Ma mère                                    | Christophe Honoré                | Hélène, la madre                 | |
| 2005      | Gabrielle                                  | Patrice Chéreau                  | Gabrielle Hervey                 | Ganadora en Premios Lumière a la Mejor Actriz Nominada en los Premios César a la Mejor Actriz |
| 2006      | L'ivresse du pouvoir                       | Claude Chabrol                   | Jeanne Charmant-Killman          | |
| 2006      | Nue propriété                              | Joachim Lafosse                  | Pascale                          | |
| 2007      | Médée Miracle                              | Tonino De Bernardi               | Irène / Medea                    | |
| 2007      | L'amour caché                              | Alessandro Capone                | Danielle                         | |
| 2008      | Un barrage contre le Pacifique             | Rithy Panh                       | La madre                         | |
| 2008      | Home                                       | Ursula Meier                     | Marthe                           | Ganadora en Festival Internacional de Cine de Mar del Plata a la Mejor Actriz |
| 2009      | White Material                             | Claire Denis                     | Maria Vial                       | |
| 2009      | Villa Amalia                               | Benoît Jacquot                   | Ann                              | |
| 2009      | Fantastic Mr. Fox                          | Wes Anderson                     | Madame Renard                    | Actriz de voz |
| 2009      | Copacabana                                 | Marc Fitoussi                    | Babou                            | |
| 2010      | Sans queue ni tête                         | Jeanne Labrune                   | Alice Bergerac                   | |
| 2011      | Mon pire cauchemar                         | Anne Fontaine                    | Agathe Novic                     | |
| 2011      | My Little Princess                         | Eva Ionesco                      | Hanna Giurgiu                    | Ganadora en Bombay International Film Festival a la Mejor Actriz |
| 2012      | Cautiva (Captive)                          | Brillante Mendoza                | Thérèse Bourgoine                | |
| 2012      | Amor                                       | Michael Haneke                   | Eva                              | Nominada en los Premios César a la Mejor Actriz de Reparto Nominada en London Critics Circle Film Awards a la Mejor Actriz de Reparto Nominada en Village Voice Film Poll a la Mejor Actriz de Reparto |
| 2012      | En otro país                               | Hong Sang-soo                    | Anne                             | Nominada en Buil Film Awards a la Mejor Actriz |
| 2012      | La bella addormentata                      | Marco Bellocchio                 | Divina Madre                     | |
| 2012      | Linhas de Wellington                       | Raúl Ruiz y Valeria Sarmiento    | Cosima Pia                       | |
| 2012      | Dubaï flamingos                            | Delphine Kreuter                 | La cabra (voz)                   | |
| 2013      | La religiosa                               | Gillaume Nicloux                 | Madre superiora de Saint Eutrope | |
| 2013      | Una relación perversa                      | Catherine Breillat               | Maud Schoenberg                  | |
| 2013      | Tip Top                                    | Serge Bozon                      | Esther Lafarge                   | |
| 2013      | Dead Man Down                              | Niels Arden Oplev                | Valentine Louzon                 | |
| 2013      | Para la felicidad de los ogros             | Nicolas Bary                     | La reina Zabo                    | |
| 2014      | Luces de París                             | Marc Fitoussi                    | Brigitte Lecanu                  | |
| 2014      | The Disappearance of Eleanor Rigby         | Ned Benson                       | Mary Rigby                       | |
| 2015      | Valley of Love                             | Gillaume Nicloux                 | Isabelle                         | Nominada en los Premios César a la Mejor Actriz Nominada en los Premios Lumière a la Mejor Actriz |
| 2015      | Más fuerte que las bombas                  | Joachim Trier                    | Isabelle Reed                    | |
| 2015      | Asphalte                                   | Samuel Benchetrit                | Jeanne Meyer                     | |
| 2016      | Ce qui nous éloigne                        | Wei Hu                           | Isabelle                         | - Cortometraje. |
| 2016      | Tout de suite maintenant                   | Pascal Bonitzer                  | Solveig Barsac                   | |
| 2016      | Elle                                       | Paul Verhoeven                   | Michèle Leblanc                  | Ganadora en los Premios Globo de Oro a la Mejor Actriz de Drama Ganadora en Austin Film Critics Association a la Mejor Actriz Ganadora en Boston Online Film Critics Association a la Mejor Actriz Ganadora en Boston Society of Film Critics Awards a la Mejor Actriz Ganadora en Premio Chlotrudis a la Mejor Actriz Ganadora en CinEuphoria Awards a la Mejor Actriz en competición internacional Ganadora en los Premios César a la Mejor Actriz Ganadora en los Premios Lumière a la Mejor Actriz Ganadora en Dublin Film Critics Circle a la Mejor Actriz Ganadora en Independent Spirit Award a la Mejor Actriz principal Ganadora en Premios Globo de Cristal a la Mejor Actriz Ganadora en Premios Gotham a la Mejor Actriz Ganadora en Indiewire Critics' Poll a la Mejor Actriz Ganadora en International Cinephile Society Awards a la Mejor Actriz Ganadora en Los Angeles Film Critics Association a la Mejor Actriz New York Film Critics Circle Award a la Mejor Actriz Ganadora en New York Film Critics, Online a la Mejor Actriz Ganadora en Palm Springs International Film Festival a la Mejor Actriz Ganadora en San Francisco Film Critics Circle a la Mejor Actriz Ganadora en Satellite Awards a la Mejor Actriz Ganadora en Seattle Film Critics Awards a la Mejor Actriz Ganadora en St. Louis Film Critics Association a la Mejor Actriz Ganadora en Vancouver Film Critics Circle a la Mejor Actriz Ganadora en Women's Image Network Awards a la Mejor Actriz Nominada en los Premios Oscar a la Mejor Actriz Nominada en AACTA International Awards a la Mejor Actriz Nominada en AARP Movies for Grownups Awards a la Mejor Actriz |
| 2016      | Souvenir                                   | Bavo Defurne                     | Liliane                          | |
| 2016      | El porvenir                                | Mia Hansen-Løve                  | Nathalie                         | Ganadora en London Critics Circle Film Awards a la Mejor Actriz Ganadora en Los Angeles Film Critics Association a la Mejor Actriz Ganadora en National Society of Film Critics a la Mejor Actriz Ganadora en Boston Society of Film Critics a la Mejor Actriz Nominada en Indiewire Critics' Poll a la Mejor Actriz |
| 2017      | Marvin ou la Belle Éducation               | Anne Fontaine                    | Isabelle                         | |
| 2017      | Madame Hyde                                | Serge Bozon                      | Marie                            | |
| 2017      | The Sleeping Shepherd                      | Frank Hudec                      | Marie                            | |
| 2017      | Happy End                                  | Michael Haneke                   | Anne Laurent                     | Nominada en Premios del Cine Europeo a la Mejor Actriz Ganadora en Premios Yoga a la Mejor Actriz |
| 2017      | La cámara de Claire                        | Hong Sang-soo                    | Claire                           | |
| 2017      | Barrage                                    | Laura Schroeder                  | Elisabeth                        | |
| 2018      | La viuda                                   | Neil Jordan                      | Greta                            | |
| 2018      | Isla de perros                             | Wes Anderson                     | Nelson                           | Actriz de voz en doblaje francés |
| 2019      | Une jeunesse dorée                         | Eva Ionesco                      | Lucile Wood                      | |
| 2019      | Blanche comme neige                        | Anne Fontaine                    | Maud                             | |
| 2019      | Frankie                                    | Ira Sachs                        | Frankie                          | Nominada en AARP Movies for Grownups Awards a la Mejor Actriz |
| 2019      | Luz                                        | Flora Lau                        | Frankie                          | |
| 2020      | Mamá María                                 | Jean-Paul Salomé                 | Patience Portefeux               | |
| 2020      | Garçon chiffon                             | Nicolas Maury                    | Ella misma                       | |
| 2021      | À propos de Joan                           | Laurent Larivière                | Joan Verra                       | |
| 2022      | Les Promesses                              | Thomas Kruithof                  | Clémence Colllmbet               | |
| 2022      | L'ombra di Caravaggio                      | Michele Placido                  | Constanza Sforza Colonna         | |
| 2022      | Mrs. Harris Goes to Paris                  | Laurent Larivière                | Claudine Colbert                 | |
| 2022      | EO                                         | Jerzy Skolimowski                | La condesa                       | |
| 2022      | Par cœurs                                  | Benoît Jacquot                   | Ella misma                       | |
| 2023      | Un blanco fácil                            | Jean-Paul Salomé                 | Maureen Kearney                  | |
| 2023      | Mon crime                                  | François Ozon                    | Odette Chaumette                 | |
| 2023      | Dans le viseur                             | André Téchiné                    | Lucie                            | |
| 2023      | Marianne                                   | André Téchiné                    | Marianne                         | |
| 2023      | Sidonienau Japón                           | Èlise Girard                     | Sidonie Perceval                 | |
| 2024      | A Traveler's Needs                         | Hong Sang-soo                    | La francesa                      | |
| 2024      | Les Prisonnières                           | Patricia Mazuy                   | Alma                             | |
| 2024      | Les Gens d'à côté                          | André Téchiné                    | Lucie                            | |

### Televisión
En televisión, Huppert ha hecho numerosas apariciones en las que incluyen cortometrajes, series, miniseries y películas para televisión.
- 1971 : Le Prussien de Jean L'Hôte (película para televisión) : Élisabeth
- 1971 : Les Cent Livres des Hommes (serie de televisión) : À la recherche du temps perdu de Claude Santelli : Gilberte
- 1972 : Figaro-ci, Figaro-là de Hervé Bromberger (película para televisión) : Pauline
- 1972 : Qui êtes-vous Monsieur Renaudot ? de Claude Deflandre (película para televisión) : Marthe a los 13 años
- 1973 : Histoire vraie de Claude Santelli (película para televisión) : Adélaïde
- 1973 : Le Maître de pension de Marcel Moussy (película para televisión) : Annie
- 1973 : Le Drakkar de Jacques Pierre (película para televisión) : Yolande
- 1973 : Vogue la galère de Raymond Rouleau (película para televisión) : Clotilde
- 1974 : Madame Baptiste de Claude Santelli (película para televisión) : Blanche
- 1974 : Plaies et bosses de Yves-André Hubert (película para televisión) : Patsy Lackan
- 1977 : On ne badine pas avec l'amour de Caroline Huppert (corto para televisión) : Camille
- 1978 : Il était un musicien (serie de televisión) : Monsieur Saint-Saëns de Claude Chabrol : la joven
- 1995 : Un siècle d'écrivains (serie de televisión) : Nathalie Sarraute de Jacques Doillon : la recitante
- 1996 : Les Voyages de Gulliver (Gulliver's Travels) de Charles Sturridge (miniserie)
- 2010 : Law & Order: SVU (temporada 11, episodio 24) : Sophie Gerard
- 2010 : 20 courts-métrages de Marc Fitoussi
- 2013 : L'amour... L'amour, cortometraje de Sandrine Veysset (La colección Jeanne Moreau Canal+) : Aude
- 2016 : Les Fausses Confidences de Luc Bondy y Marie-Louise Bischofberger (película para televisión) : Araminte
- 2018 : The Romanoffs de Matthew Weiner, temporada 1, episodio 3 House of Special Purpose (serie de televisión) : Jacqueline Girard
- 2018 : Dix pour cent, temporada 3, episodio 4 Isabelle, dirigida por Marc Fitoussi (serie de televisión) : ella misma
- 2021 : Le Grand Restaurant de Romuald Boulanger (película para televisión) : la mujer alcohólica

### Como productora
A través de la compañía Les Films du Camélia :
- 1999 : La Vie moderne de Laurence Ferreira Barbosa
- 1999 : Saint-Cyr de Patricia Mazuy
- 2000 : La Comédie de l'innocence de Raoul Ruiz
- 2003 : Ma mère de Christophe Honoré
- 2007 : Médée Miracle de Tonino de Bernardi

### Documentales
- 1987 : Cinéma, Cinémas, Le regard d'Huppert (TV)
- 2001 : Isabelle Huppert, une vie pour jouer de Serge Toubiana (TV)
- 2008 : Empreintes, Isabelle Huppert, tous les regards du monde de Anne Andreu (TV)

### Documentales donde aparece Isabelle Huppert pero no como actriz
- 1979 : Quelques remarques sur la réalisation et la production du film "Sauve qui peut (la vie)" de Jean-Luc Godard
- 1984 : Les Voleurs de la nuit de Samuel Fuller
- 1985 : Thierry Mugler de Robert Réa
- 1991 : Contre l'oubli, de Francis Girod
- 1997 : Le Bassin de J.W. de João César Monteiro
- 2002 : Claude Chabrol l'artisan de Patrick Le Gall
- 2003 : Henri Cartier-Bresson - Biographie eines Blicks de Heinz Bütler
- 2003 : Tentatives d'amour - Portrait Werner Schroeter de Claudia Schmid y Birgit Schulz (TV)
- 2010 : In Memoriam Daniel Schmid Werner Schroeter] de Gérard Courant
- 2011 : Mondo Lux - Die Bilderwelten des Werner Schroeter de Elfi Mikesch
- 2013 : Michael Haneke : Profession réalisateur de Yves Montmayeur

### Especiales
- 2017: Entrevista en The Hollywood Reporter, Los Angeles, junto a Taraji P. Henson, Nathalie Portman, Emma Stone, Amy Adams, Annette Bening y Naomie Harris.

## Teatro

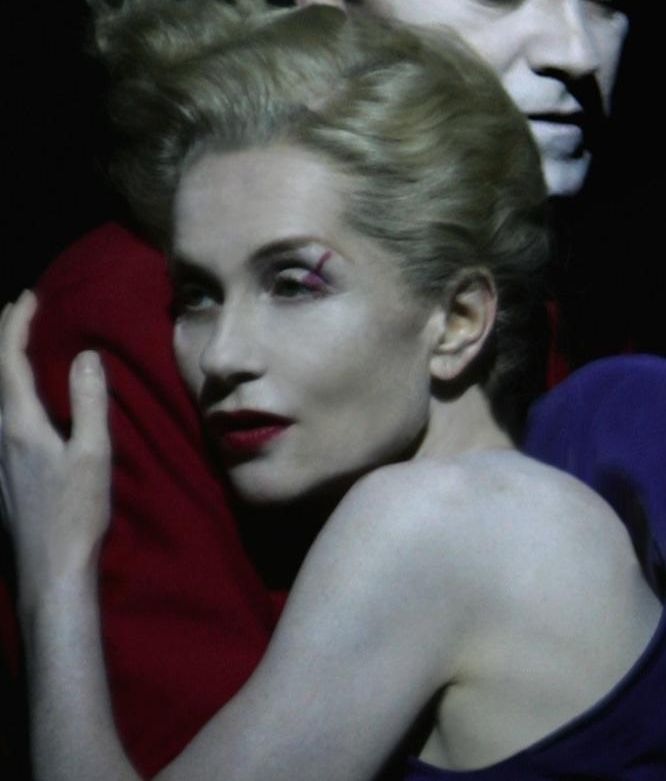
Isabelle Huppert en la obra Quartett de 2006.

| Año     | Obra                                      | Autor                          | Director              | Teatro |
| ------- | ----------------------------------------- | ------------------------------ | --------------------- | --- |
| 2021-22 | El jardín de los cerezos                  | Antón Chéjov                   | Tiago Rodrigues       | Teatro del Odéon |
| 2020    | El zoo de cristal                         | Tennessee Williams             | Ivo Van Hove          | Teatro del Odéon |
| 2019    | Mary Said What She Said                   | Darryl Pinckney                | Bob Wilson            | Théâtre de la Ville - Espace Cardin, Paris Festival de Viena Lisboa (Centre culturel Belém) Barcelona (Teatro Lliure) Hamburgo (Teatro Thalia). |
| 2019    | The Mother                                | Florian Zeller                 | Trip Cullman          | Atlantic Theater Compani |
| 2016    | Fedra(s)                                  | Sarah Kane                     | Krzysztof Warlikowski | Teatro del Odéon |
| 2013    | Las criadas                               | Jean Genet                     | Benedict Andrews      | Sydney Theatre Company |
| 2010    | Un tranvía llamado deseo                  | Tennessee Williams             | Krzysztof Warlikowski | Teatro del Odéon |
| 2008    | Le Dieu du carnage                        | Yasmina Reza                   | Yasmina Reza          | Théâtre Antoine |
| 2006    | Quartett                                  | Heiner Müller                  | Robert Wilson         | Teatro del Odéon |
| 2005    | Hedda Gabler                              | Henrik Ibsen                   | Éric Lacascade        | Teatro del Odéon |
| 2002    | Juana de Arco en la hoguera               | Paul Claudel y Arthur Honegger | Luís Miguel Cintra    | Teatro Nacional de San Carlos |
| 2002    | 4:48 Psicosis                             | Sarah Kane                     | Claude Régy           | Théâtre des Bouffes de Nord |
| 2000    | Medea                                     | Eurípides                      | Jacques Lasalle       | Festival de Aviñón |
| 1996    | Maria Stuart                              | Friedrich Schiller             | Howard David          | Royal National Theatre |
| 1993    | Orlando                                   | Virginia Woolf                 | Robert Wilson         | Teatro del Odéon |
| 1991    | Medida por medida                         | William Shakespeare            | Peter Zadek           | Teatro del Odéon |
| 1989    | Un mois à la campagne                     | Iván Turgénev                  | Bernard Murat         | Théâtre Édouard VII |
| 1977    | On ne badine pas avec l'amour             | Alfred de Musset               | Caroline Huppert      | Théâtre des Bouffes de Nord |
| 1975    | Voyage autour de ma marmite               | Eugène Labiche                 | Caroline Huppert      | |
| 1975    | Por quién doblan las campanas             | Ernest Hemingway               | Robert Hossein        | |
| 1973    | La Véritable Histoire de Jack l'éventreur | Elisabeth Huppert              | Caroline Huppert      | Café-teatro La Sélénite |
| 1973    | El avaro                                  | Molière                        | Georges Werler        | |
| 1973    | Viendra-t-il un autre été?                | Jean Jacues Varoujean          | Jacques Spiesser      | Teatro del Odéon |
| 1971    | Les précieuses ridicules                  | Molière                        | Jean-Louis Thamin     | Comédie-Française |

## Discografía
- 1981 : Dans la chambre vide en la banda sonora de Coup de torchon de Bertrand Tavernier
- 1984 : Signé Charlotte, banda sonora de la película de Caroline Huppert
- 1996 :  L'inondation de Evgueni Zamiatine, audio libre
- 2001 : Madame Deshoulières, con Jean-Louis Murat
- 2002 : Message personnel en la banda sonora de Huit Femmes de François Ozon
- 2002 : Voix de femmes pour la démocratie, audio libre
- 2004 : Rue de Jollières en la banda sonora de Les Sœurs fâchées de Alexandra Leclère
- 2009 : Tropismes de Nathalie Sarraute, audio libre

## Premios

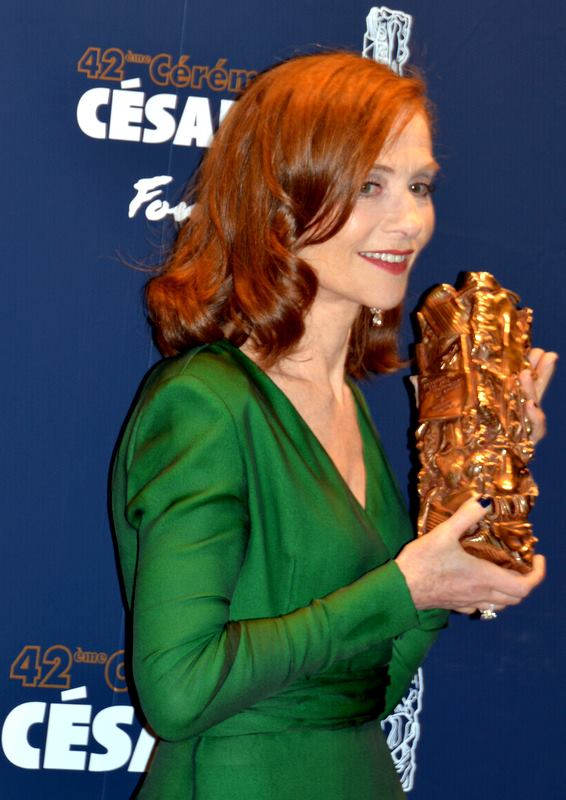
Huppert con el galardón de Mejor Actriz en los Premios César de 2017

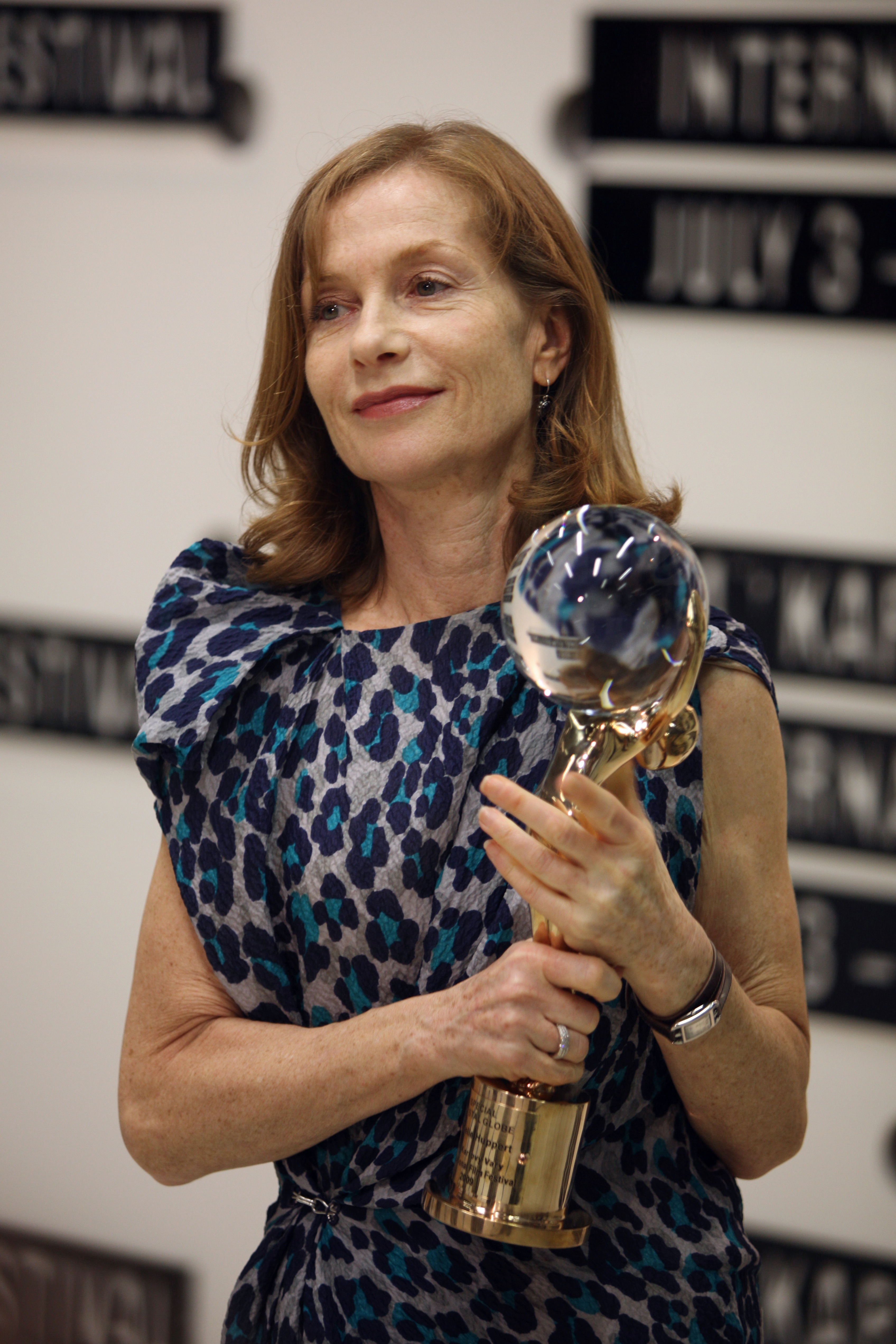
Huppert con el Globo de Cristal dedicada a su contribución en el mundo del cine en el Karlovy Vary International Film Festival

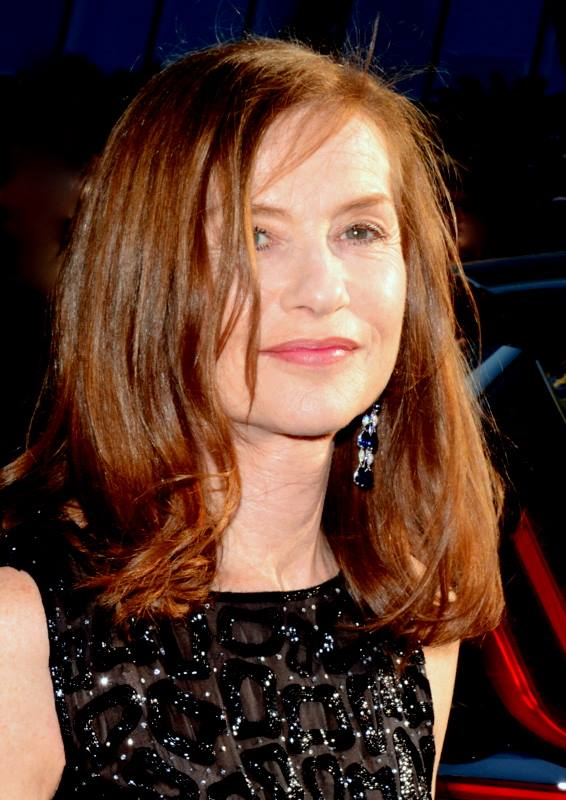
Huppert en el Festival de Cannes presentando la película Valley of Love

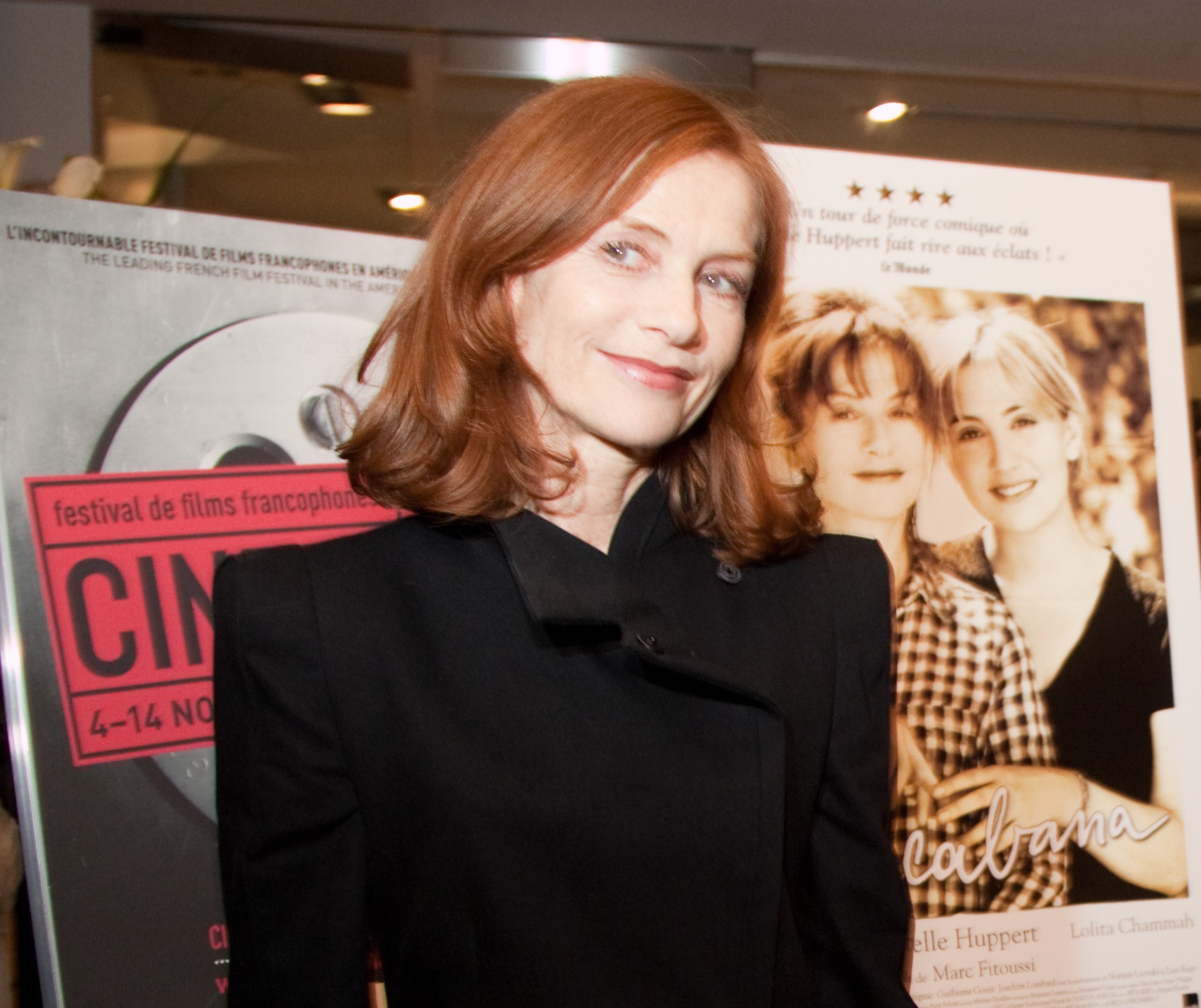
Huppert promocionando la película "Copacabana" en Cinemanía, año 2010.

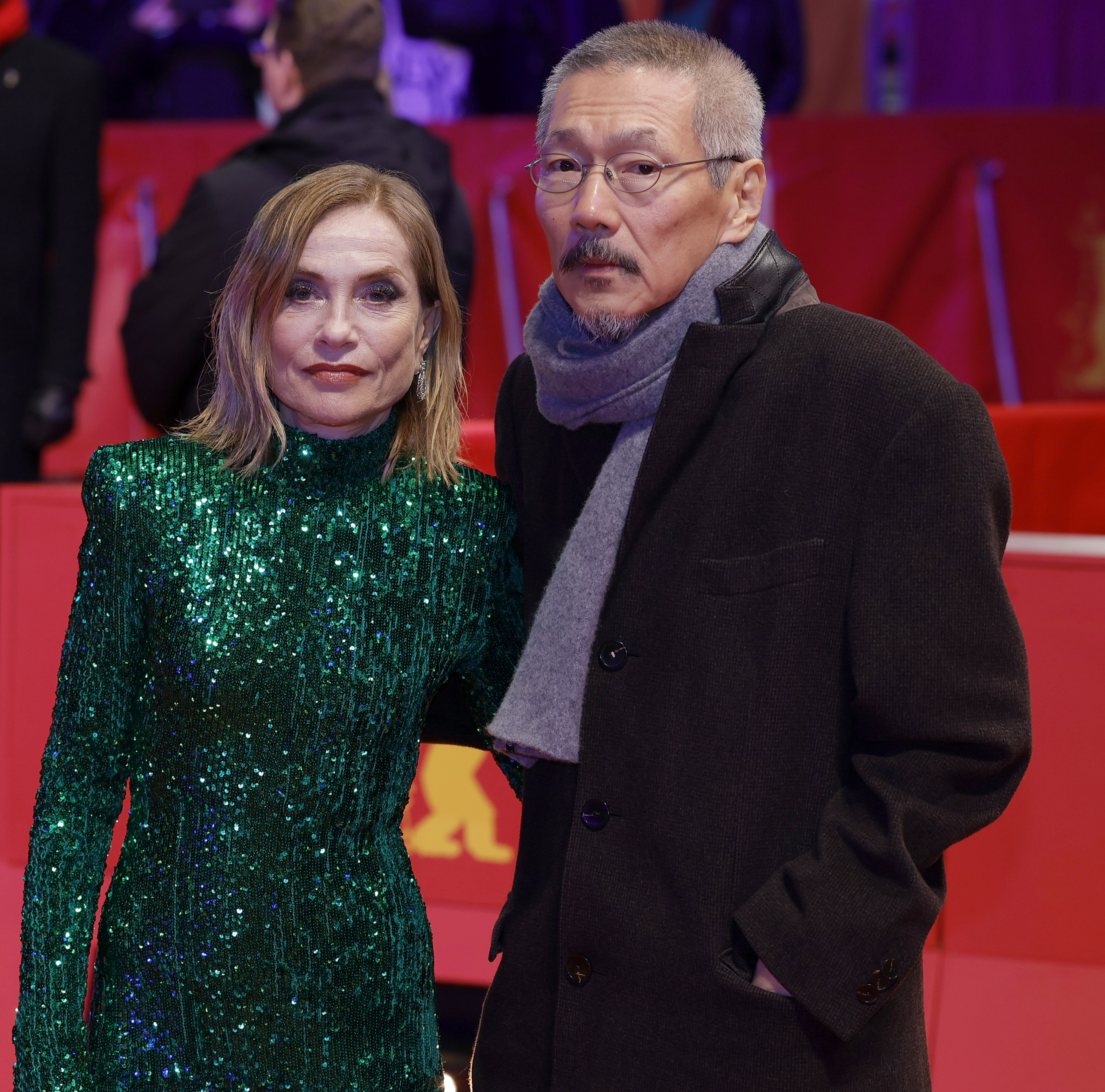
Huppert en el Festival de Cine de Berlín junto a Hong Sangoo (2024).

Isabelle Huppert ha alcanzado una gran cantidad de premios, continua ganando y teniendo nominaciones en la actualidad. Entre ellos, se encuentran los más importantes; Festival de Cannes, Premios César, Premio del cine europeo, Festival Internacional de Cine de Moscú, National Society of Film Critics, Premios BAFTA, Premios Globos de Oro, Festival de Cine de Mar del Plata, Premio Europa de Teatro, e incluso una nominación en los Premios Oscar.
Huppert fue galardonada en el Festival de cine de Berlín con el Oso de oro honorífico el 15 de febrero de 2022 en el Berlinale Palást, reconocimiento por su extensa trayectoria. El homenaje fue presentado por Cate Blanchett, quien además es su amiga.
Premios Óscar
| Año  | Categoría    | Película | Resultado |
| ---- | ------------ | -------- | --------- |
| 2016 | Mejor actriz | Elle     | Nominada  |

Premios BAFTA
| Año  | Categoría     | Película    | Resultado |
| ---- | ------------- | ----------- | --------- |
| 1977 | Mejor promesa | La encajera | Ganadora  |

Premios César
| Año  | Categoría               | Película               | Resultado |
| ---- | ----------------------- | ---------------------- | --------- |
| 1976 | Mejor actriz secundaria | Aloïse                 | Nominada  |
| 1978 | Mejor actriz            | La encajera            | Nominada  |
| 1979 | Mejor actriz            | Violette Nozière       | Nominada  |
| 1981 | Mejor actriz            | Loulou                 | Nominada  |
| 1982 | Mejor actriz            | Coup de torchon        | Nominada  |
| 1989 | Mejor actriz            | Une affaire de femmes  | Nominada  |
| 1995 | Mejor actriz            | La separación          | Nominada  |
| 1996 | Mejor actriz            | La ceremonia           | Ganadora  |
| 1999 | Mejor actriz            | La escuela de la carne | Nominada  |
| 2001 | Mejor actriz            | Saint-Cyr              | Nominada  |
| 2002 | Mejor actriz            | La pianiste            | Nominada  |
| 2003 | Mejor actriz            | 8 mujeres              | Nominada  |
| 2006 | Mejor actriz            | Gabrielle              | Nominada  |
| 2013 | Mejor actriz secundaria | Amor                   | Nominada  |
| 2016 | Mejor actriz            | Valley of Love         | Nominada  |
| 2017 | Mejor actriz            | Elle                   | Ganadora  |

Premio Globo de Oro
| Año  | Categoría            | Película | Resultado |
| ---- | -------------------- | -------- | --------- |
| 2017 | Mejor actriz - Drama | Elle     | Ganadora  |

Premios Lumière
| Año  | Categoría    | Película                 | Resultado |
| ---- | ------------ | ------------------------ | --------- |
| 1996 | Mejor actriz | La ceremonia             | Ganadora  |
| 2001 | Mejor actriz | Gracias por el chocolate | Ganadora  |
| 2006 | Mejor actriz | Gabrielle                | Ganadora  |
| 2017 | Mejor actriz | Elle                     | Ganadora  |

Festival Internacional de Cine de Cannes
| Año  | Categoría    | Película         | Resultado |
| ---- | ------------ | ---------------- | --------- |
| 1978 | Mejor actriz | Violette Nozière | Ganadora  |
| 2001 | Mejor Actor  | La Pianiste      | Ganador   |

Festival Internacional de Cine de Venecia
| Año  | Categoría                       | Película             | Resultado |
| ---- | ------------------------------- | -------------------- | --------- |
| 1988 | Copa Volpi a la mejor actriz    | Un asunto de mujeres | Ganadora  |
| 1995 | Copa Volpi a la mejor actriz    | La ceremonia         | Ganador   |
| 1995 | Premio Pasinetti - mejor actriz | La ceremonia         | Ganador   |
| 2005 | León de Oro Especial            | -                    | Ganador   |

Festival Internacional de Cine de San Sebastián
| Año  | Categoría       | Resultado |
| ---- | --------------- | --------- |
| 2003 | Premio Donostia | Ganadora  |

Festival Internacional de Cine de Mar del Plata
| Año  | Categoría    | Película | Resultado |
| ---- | ------------ | -------- | --------- |
| 2008 | Mejor actriz | Home     | Ganadora  |

Festival de cine de Berlín
| Año  | Categoría                     | Resultado |
| ---- | ----------------------------- | --------- |
| 2022 | Oso de honor a la trayectoria | Ganadora  |

Premios David de Donatello
| Año  | Categoría    | Película              | Resultado |
| ---- | ------------ | --------------------- | --------- |
| 1980 | Mejor actriz | La encajera           | Ganadora  |
| 1989 | Mejor actriz | Une affaire de femmes | Nominada  |

Premios Gotham
| Año  | Categoría            | Película | Resultado |
| ---- | -------------------- | -------- | --------- |
| 2016 | Mejor actriz - Drama | Elle     | Ganadora  |

Premios del Cine Europeo
| Año  | Categoría                                      | Película    | Resultado |
| ---- | ---------------------------------------------- | ----------- | --------- |
| 2001 | Premio de la audiencia                         | La pianiste | Ganadora  |
| 2001 | Mejor actriz                                   | La pianiste | Nominada  |
| 2002 | Premio de la audiencia                         | 8 mujeres   | Nominada  |
| 2002 | Mejor actriz                                   | 8 mujeres   | Ganadora  |
| 2004 | Premio de la audiencia                         | Mi madre    | Nominada  |
| 2008 | Desempeño europeo destacado en el cine mundial |             | Ganadora  |
| 2016 | Mejor actriz                                   | Elle        | Nominada  |

Premios Satellite
| Año  | Categoría    | Película | Resultado |
| ---- | ------------ | -------- | --------- |
| 2016 | Mejor actriz | Elle     | Ganadora  |

Premios Sant Jordi de Cinematografía
| Año  | Categoría               | Película                                  | Resultado |
| ---- | ----------------------- | ----------------------------------------- | --------- |
| 1989 | Mejor actriz extranjera | Une affaire de femmes (Asunto de mujeres) | Ganadora  |